# Apteryx rowi
Apteryx rowi là một loài chim trong họ Apterygidae.

## Hình ảnh

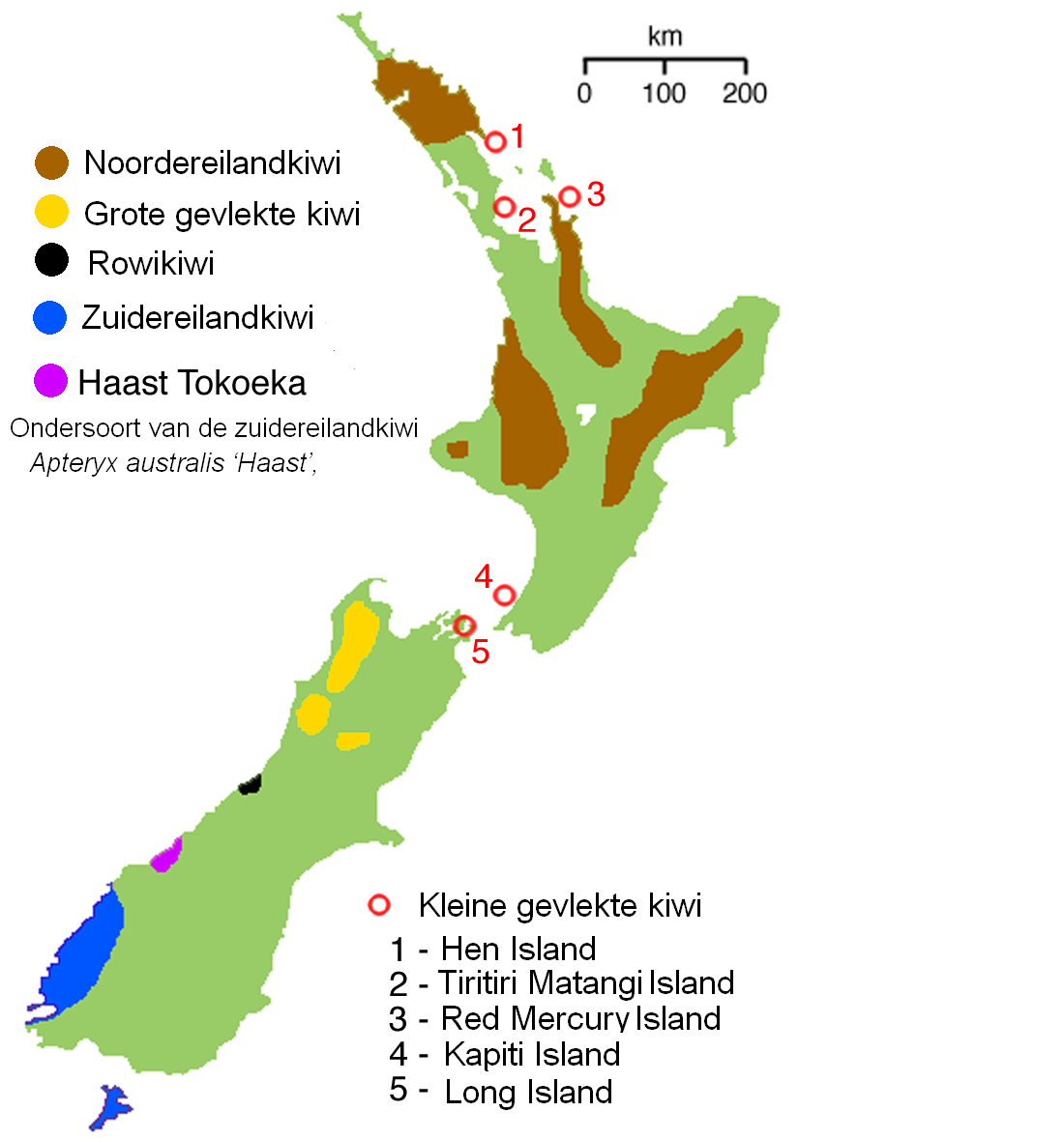
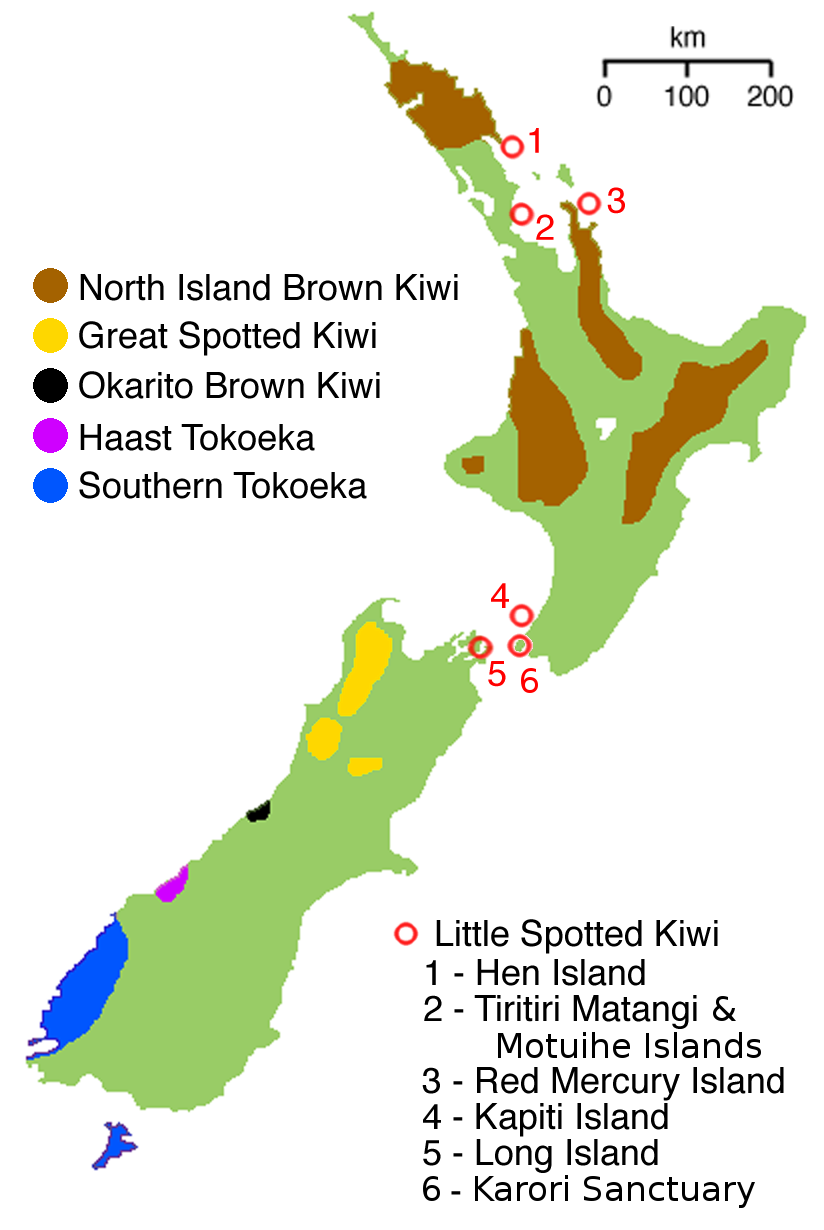
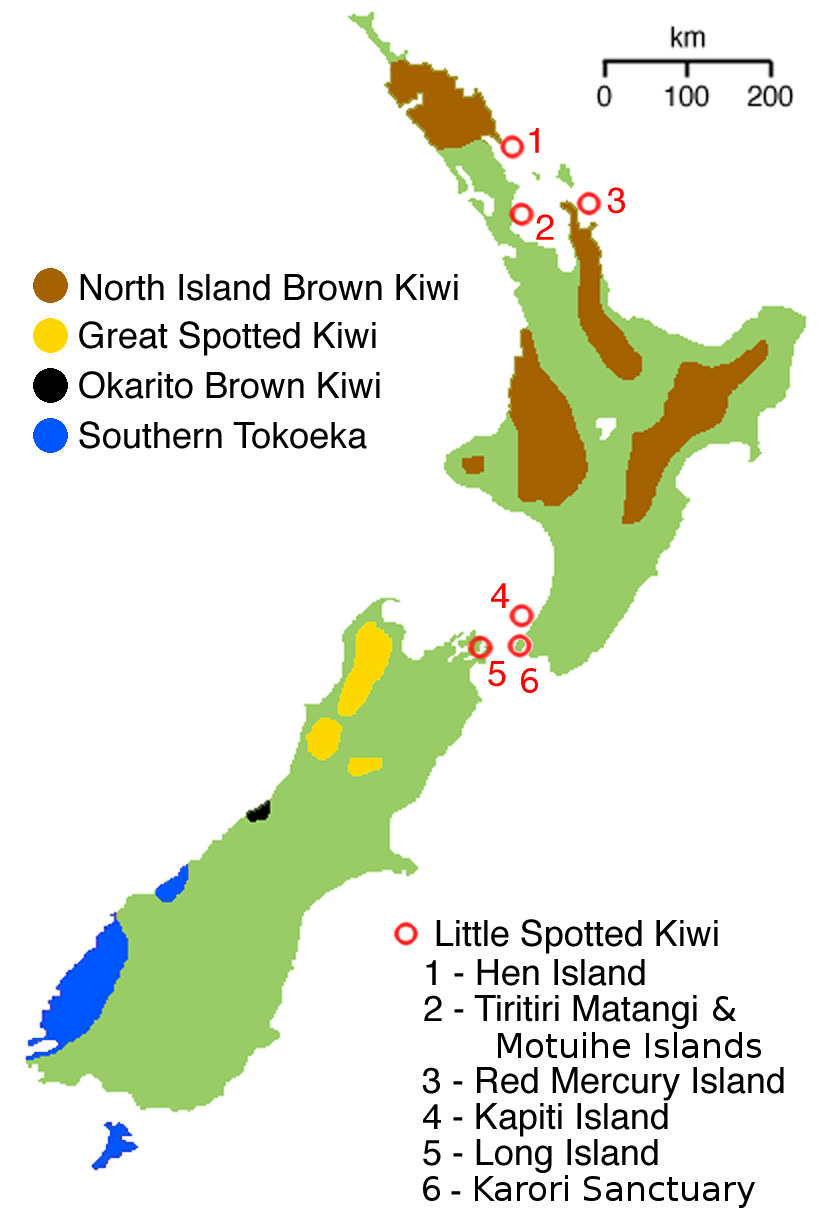
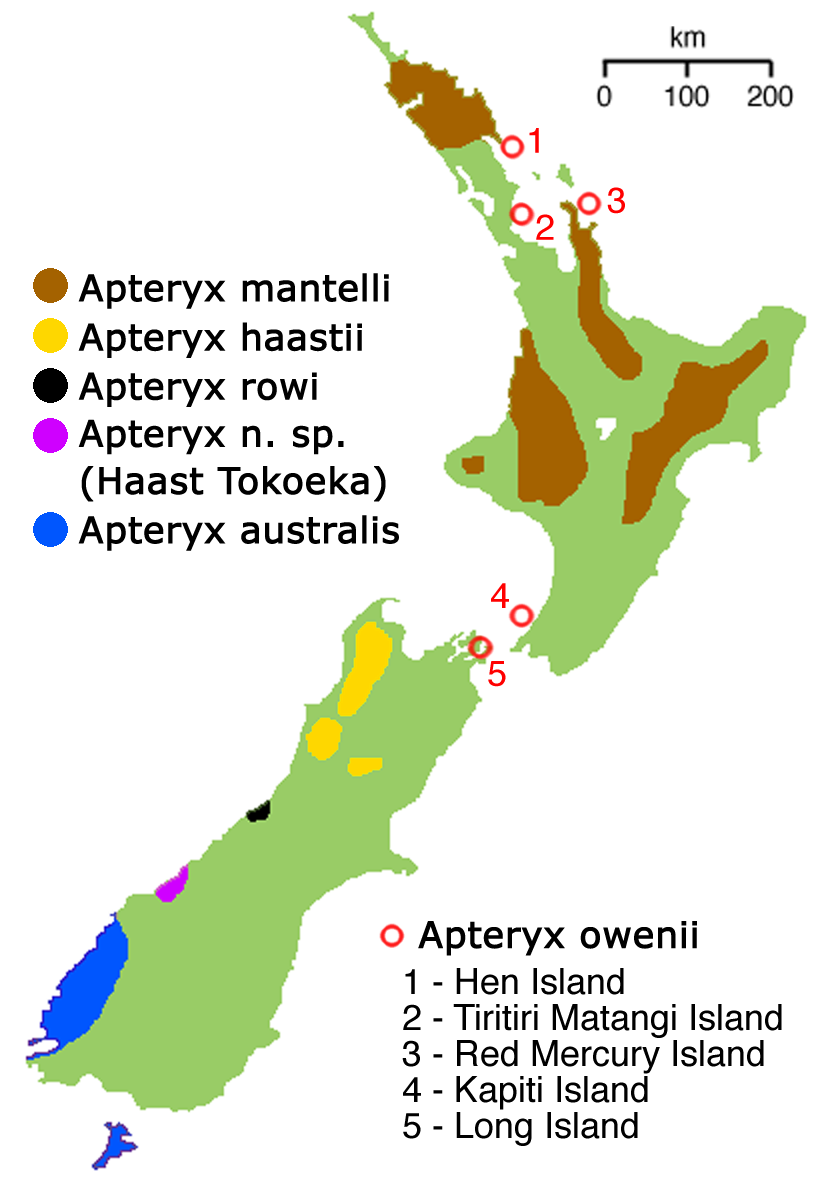